# Coleoxestia vittata
Coleoxestia vittata es una especie de escarabajo longicornio del género Coleoxestia, tribu Cerambycini, subfamilia Cerambycinae. Fue descrita científicamente por Thomson en 1861.

## Descripción
Mide 23-35,5 milímetros de longitud.

## Distribución
Se distribuye por Argentina, Bolivia, Brasil, Colombia, Costa Rica, Guatemala, Honduras, Nicaragua, Panamá y Paraguay.